# Lista niematerialnego dziedzictwa kulturowego wymagającego pilnej ochrony
Lista niematerialnego dziedzictwa kulturowego wymagającego pilnej ochrony (ang. List of Intangible Cultural Heritage in Need of Urgent Safeguarding – USL) – lista zjawisk z zakresu dziedzictwa niematerialnego i związanych z nim przestrzeni kulturowych wymagających pilnych działań na rzecz ich ochrony. Lista, stworzona na mocy Konwencji UNESCO w sprawie ochrony niematerialnego dziedzictwa kulturowego (ang. Convention for the Safeguarding of the Intangible Cultural Heritage), prowadzona jest przez UNESCO.
Konwencja w sprawie ochrony niematerialnego dziedzictwa kulturowego odnosi się do współcześnie praktykowanych zjawisk kulturowych przekazywanych z pokolenia na pokolenie. Zaliczają się do nich:
- tradycje i przekazy ustne, w tym język jako nośnik niematerialnego dziedzictwa kulturowego
- sztuki widowiskowe i tradycje muzyczne
- zwyczaje, obyczaje i obchody świąteczne
- wiedza o przyrodzie i wszechświecie oraz związane z nią praktyki
- umiejętności związane z tradycyjnym rzemiosłem[2]

Tryb wpisywania zjawisk (tzw. „elementów”) na Listę jest zbliżony do procedury przyjętej dla Listy Światowego Dziedzictwa prowadzonej na mocy Konwencji UNESCO z 1972 r. O wpisie na listę decyduje Międzyrządowy Komitet ds. ochrony niematerialnego dziedzictwa kulturowego wybierany przez przedstawicieli rządów krajów, które podpisały Konwencję. Wnioski o wpis mogą być kierowane do Komitetu przez rządy krajów – Państw-Stron Konwencji. Większość rządów krajów działających w ramach konwencji scedowała to uprawnienie na odpowiednie instytucje krajowe.

## Lista
Stan na rok 2020:

### Albania(1)
|  | Dżubleta, tradycyjny strój kobiecy: umiejętności, rękodzieło i wykorzystanie | 2022 |

### Algieria(1)
|  | Wiedza i umiejętności mierzących poziom wody w foggarach – komornicy wodni Touat i Tidikelt | 2018 |

### Azerbejdżan(2)
|  | Tradycyjna gra na koniach z Karabachu                            | 2013 |
|  | Yalli (kochari, tenzere) – tradycyjne tańce grupowe Nachiczewanu | 2018 |

### Białoruś(2)
|  | Rytuał Kaljady (Каляда) – Bożonarodzeniowych Carów                 | 2009 |
|  | Wiosenny obrzęd Jurajski Karahod (Вяснавы абрад „Юраўскі карагод”) | 2019 |

### Botswana(3)
|  | Garncarstwo w regionie Kgatleng                                  | 2012 |
|  | Dikopelo – muzyka ludowa Bakgatla ba Kgafela w regionie Kgatleng | 2017 |
|  | Taniec ludowy seperu i związane z nim praktyki                   | 2019 |

### Brazylia(1)
|  | Yaokwa – obrzęd służący zachowaniu porządku społecznego i kosmologicznego | 2011 |

### Chile(1)
|  | Ceramika z Quinchamalí i Santa Cruz de Cuca | 2022 |

### Chiny(7)
|  | Festiwal Noworoczny Qiang                                             | 2009 |
|  | Projektowanie i budowa chińskich mostów łukowych                      | 2009 |
|  | Tradycyjne techniki włókiennicze grupy etnicznej Li                   | 2009 |
|  | Meszrep                                                               | 2010 |
|  | Technologia budowania wodoszczelnych przedziałów w chińskich dżonkach | 2010 |
|  | Chińska technika druku z zastosowaniem drewnianych ruchomych czcionek | 2010 |
|  | Opowieści Yimakan ludu Nanajów                                        | 2011 |

### Chorwacja(1)
|  | Śpiew ojkanje | 2010 |

### Egipt(2)
|  | Tradycyjne pacynki                       | 2018 |
|  | Ręczne tkactwo w Górnym Egipcie (Sa'eed) | 2020 |

### Filipiny(1)
|  | Buklog, system rytuałów dziękczynienia ludu Subanon | 2019 |

### Francja(1)
|  | Paghjella – świecka i liturgiczna tradycja śpiewu wielogłosowego na Korsyce | 2009 |

### Gwatemala(1)
|  | Ceremonia Paach | 2013 |

### Indonezja(2)
|  | Taniec Saman                                                         | 2011 |
|  | Noken – wyrób wielofunkcyjnych toreb, rękodzielnictwo ludności Papui | 2012 |

### Iran(2)
|  | Naqqāli – irańska opowieść dramatyczna              | 2011 |
|  | Lenj – tradycyjne irańskie statki z Zatoki Perskiej | 2011 |

### Kambodża(2)
|  | Chapei Dang Veng          | 2016 |
|  | Lkhon Khol Wat Svay Andet | 2018 |

### Kenia(4)
|  | Tradycje i praktyki ludu Mijikenda związane z Kayas                                     | 2009 |
|  | Taniec Isukuti wykonywany przez społeczności Isukha i Idakho w zachodniej Kenii         | 2014 |
|  | Enkipaata, Eunoto i Olng'eszerr – trzy rytuały wejścia w dorosłość społeczności Masajów | 2018 |
|  | Obrzędy i praktyki związane z sanktuarium Kit Mikayi                                    | 2019 |

### Kirgistan(1)
|  | Sztuka akynów, kirgiskich opowiadaczy eposów | 2012 |

### Kolumbia(3)
|  | Tradycyjna muzyka vallenato z regionu Magdaleny                             | 2015 |
|  | Kolombijsko-wenezuelskie pieśni przy pracy z Llanos – wpis wraz z Wenezuelą | 2017 |
|  | Tradycyjna wiedza i techniki związane z Barniz de Pasto z Putumayo i Nariño | 2020 |

### Łotwa(1)
|  | Przestrzeń kulturowa Suiti | 2009 |

### Macedonia Północna(1)
|  | Głasoeczko - męski śpiew dwugłosowy | 2015 |

### Mali(2)
|  | Sanké mon – rytuał wspólnego połowu ryb          | 2009 |
|  | Obrzęd mądrości tajnego stowarzyszenia Kôrêdugaw | 2011 |

### Maroko(1)
|  | Taskiwin – taniec wojenny z Atlasu Wysokiego | 2017 |

### Mauretania(1)
|  | Epos mauretański | 2011 |

### Mauritius(1)
|  | Sega tambour Chagos | 2019 |

### Mikronezja(1)
|  | Tradycyjna nawigacja i budowanie piróg na Wyspach Karolińskich | 2021 |

### Mongolia(7)
|  | Taniec ludowy Biyelgee                                                               | 2009 |
|  | Tradycja epicka Tuuli                                                                | 2009 |
|  | Tradycja muzyczna Tsuur                                                              | 2009 |
|  | Technika gry na limbie towarzyszącej ludowym „długim pieśniom” – oddech cyrkulacyjny | 2011 |
|  | Kaligrafia mongolska                                                                 | 2013 |
|  | Rytuał przekonywania wielbłądów                                                      | 2015 |
|  | Tradycyjne praktyki mogolskie oddawania czci świętym miejscom                        | 2017 |

### Namibia(1)
|  | Aixan/Gana/Ob#ANS TSI/Khasigu, znajomość i umiejętności muzyczne przodków | 2020 |

### Pakistan(1)
|  | Suri Jagek (obserwacja słońca), tradycyjne praktyki meteorologiczne i astronomiczne bazujące na obserwacji słońca, księżyca i gwiazd w odniesieniu do lokalnej topografii | 2018 |

### Peru(1)
|  | Eshuva – śpiewane modlitwy plemienia Huachipair w języku harákmbut | 2011 |

### Portugalia(2)
|  | Wyrób dzwonków pasterskich         | 2015 |
|  | Wyrób czarnej ceramiki z Bisalhães | 2016 |

### Syria(1)
|  | Teatr cieni | 2018 |

### Turcja(1)
|  | Język gwizdów | 2017 |

### Uganda(5)
|  | Bigwala – muzyka i taniec Królestwa Busoga                                                       | 2005/2008 |
|  | Empaako – tradycje ludów Batooro, Banyoro, Batuku, Batagwenda i Banjabindi w zachodniej Ugandzie | 2013      |
|  | Rytualne oczyszczenie chłopców z plemienia Lango w środkowo-północnej Ugandzie                   | 2014      |
|  | Koogere – tradycja ustna ludów Basongora, Banjabindi i Batooro                                   | 2015      |
|  | Lira Madi – muzyka i taniec                                                                      | 2016      |

### Ukraina(1)
|  | Pieśni kozackie z regionu dniepropetrowskiego | 2016 |

### Wenezuela(2)
|  | Tradycje ustne ludu Mapoyo                                                 | 2014 |
|  | Kolombijsko-wenezuelskie pieśni przy pracy z Llanos – wpis wraz z Kolumbią | 2017 |

### Wietnam(2)
|  | Tradycja śpiewu Ca trù | 2009 |
|  | Pieśni Xoan z Phú Thọ  | 2011 |

### Zjednoczone Emiraty Arabskie(2)
|  | Al Sadu – tradycyjna sztuka tkacka – wpis wraz z Omanem | 2012 |
|  | Al Azi – sztuka poezji pochwalnej, dumy i hartu         | 2017 |